# Hypena castanealis
Hypena castanealis är en fjärilsart som beskrevs av Moore 1867. Hypena castanealis ingår i släktet Hypena och familjen nattflyn. Inga underarter finns listade i Catalogue of Life.